# Laurent Schweizer
Pour les articles homonymes, voir Schweizer.
Laurent Schweizer, né en 1967, est un écrivain suisse (Zurich). Juriste (doctorat, Faculté de droit de Lausanne, 1995), il a travaillé au sein de l'Organisation mondiale de la santé .

## Œuvres
- 2001 : Naso lituratus, roman, Actes Sud
- 2004 : Prions, roman, Seuil
- 2008 : Latex, roman, Seuil
- 2013 : Solarsystem, roman, Seuil